# 三迫将弘
三迫 将弘（みさこ まさひろ、1952年4月14日 - 2024年4月26日）は、日本の元プロボクサー。戸籍上は三迫 正廣（読み方は同じ）。トレーナー経て現在は、調布三迫ボクシングジム会長（東京都調布市布田1-47-1辰巳ビル6Ｆ）。旧名称は、梅ヶ丘ボクシングジム（2020年4月3日から変更）。

## 経歴・人物
愛媛県新居浜市で出生し、少年時代から野球に打ち込み、新田高校から広島県の広陵高校に転校し、高2の夏と高3の春の甲子園にレギュラー、主に2番遊撃手として出場。同期に佐伯和司ら。巨人・山下哲治スカウト部長、角川博(軟式)は1学年下となる。
明治大学進学が内定していたが、野球選手としては決して恵まれていない身長173cmの体格や家庭の経済状態を憂慮しプロボクサーを志し、1971年4月叔父である三迫仁志の経営する三迫ボクシングジム入門し翌月プロデビュー。兄弟子のWBA・WBC世界スーパーウェルター級チャンピオン輪島功一のスパーリング・パートナーや付き人を務め、1975年輪島からタイトルを奪った柳済斗に挑戦。健闘したものの6RKO負け。
1977年引退、通算23戦17勝10KO6敗。トレーナーに転向し三原正、友利正ら名選手を育成。
ボクササイズを発案し1987年に商標登録している。（登録番号 第3096779号）
現在は、東京都調布市布田でボクシングジム経営。
三迫ボクシングジム現会長の三迫貴志は従弟に当たる。
2024年4月26日に死去。72歳没。訃報はボクシング雑誌『ボクシング・ビート』6月号（2024年5月15日発売）にて報告されている。